# Законы риторики
Законы риторики — приёмы, используемые в речи для достижения общериторического идеала.

## Законы общей риторики
- Закон гармонирующего диалога[1] — для достижения гармонии между оратором и аудиторией необходима диалогизация речи.

Его реализации способствует выполнение принципов:
1. Внимания к адресату
2. Близости содержания речи интересам адресатов
3. Конкретности в изложении материала
4. Принцип движения — аудитория должна почувствовать, что речь происходит во времени и в пространстве

- Закон продвижения и ориентации адресата — оратор должен хорошо ориентировать слушателя в пространстве своей речи

- Закон эмоциональности речи. 
 Для её достижения могут использоваться тропы.

- Закон удовольствия — удовлетворение получают и оратор, и аудитория.

## Законы частной риторики
В отдельных риторических сферах действуют собственные законы.
Такие законы изучают академическое, судебное красноречие и политическая риторика.